# Johann Casper Beck
Johann Casper Beck (auch: Johann Caspar Beck) (* 1703 in Herrenbreitungen; † 25. Juni 1774 ebenda) war ein thüringischer Orgelbauer des Barock.

## Leben und Werk
Über Johann Casper Beck (II.) sind bisher wenig biographische Daten gesichert. Dies gilt auch für eine verwandtschaftliche Beziehung mit dem Orgelbauer David Beck. Vermutlich war Johann Casper Beck I., der als Orgelbauer in Wernigerode und Halberstadt hervortrat, sein Vater. Möglicherweise hat Beck den Orgelbau bei Johann Adam Bestel in Herrenbreitungen erlernt. Verschiedentlich wirkte Beck auch in Hessen, insbesondere im Kasseler Raum. Während der Erbauungszeit der Laubacher Orgel 1747 bis 1751 arbeitete er mit seinem Schüler Johann Michael Wagner zusammen. Als Werkmeister war Johann Andreas Heinemann maßgeblich an diesem Orgelneubau beteiligt. Ein Johann Christoph Beck († 1827), der in Roßleben als Orgelbauer wirkte, könnte Becks Enkel gewesen sein und der Orgelbauer Johann Casper Beck III. aus Wernigerode dessen Sohn.
Typisch für Johann Casper Beck II. ist die hessisch-thüringische Prospektgestaltung mit zweigeschossigen Flachfeldern und harfenförmigen Pedaltürmen.

## Werkliste
In der fünften Spalte bezeichnet die römische Zahl die Anzahl der Manuale, ein großes „P“ ein selbstständiges Pedal, ein kleines „p“ ein nur angehängtes Pedal und die arabische Zahl in der vorletzten Spalte die Anzahl der klingenden Register.
| Jahr      | Ort                  | Gebäude                | Bild | Manuale | Register | Anmerkungen |
| --------- | -------------------- | ---------------------- | ---- | ------- | -------- | --- |
| 1736      | Herrenbreitungen     | St. Michael            |      |         |          | |
| 1737      | Schmalkalden         | Schloss Wilhelmsburg   |      | I       | 6        | Umbau und Reparatur der Orgel von Daniel Meyer (1590) |
| 1740      | Schmalkalden         | Stadtkirche St. Georg  |      |         |          | Reparatur |
| 1743      | Zella-Mehlis         | Magdalenenkirche       |      | II/P    | 26       | |
| 1744      | Wommen               | Evangelische Kirche    |      | I       | 9        | Prospekt erhalten |
| 1748      | Wallbach (Meiningen) |                        |      | I       | 12       | |
| 1749      | Metzels              | Evang. Kirche          |      |         |          | Erweiterung der Orgel |
| um 1750   | Seligenthal          |                        |      |         |          | |
| 1747–1751 | Laubach              | Stadtkirche            |      | II/P    | 21       | zusammen mit Johann Michael Wagner; 9 Register erhalten, 2010 Rekonstruktion und Erweiterung auf III/P/28 (33) durch Förster & Nicolaus Orgelbau → Orgel |
| 1754      | Dermbach             | Heilige Dreifaltigkeit |      | II/P    | 22       | Prospekt erhalten, neue Orgel im alten Gehäuse gebaut 2004 durch Bernhard Kutter → Orgel                                                                 |
| 1756–1757 | Stedtlingen          | Evang. Kirche          |      | I/P     | 9        | Prospekt erhalten; evtl. zusammen mit Heinrich Wilhelm Möller; 2011 Restaurierung durch Orgelbau Waltershausen                                           |
| 1759      | Schweina             | Evang. Kirche          |      | II/P    | 22       | |